# Гура Сергій Вікторович
Сергі́й Ві́кторович Гу́ра (2 листопада 1969 — 24 травня 2018, Черкаси) —  підприємець та політик. Екс-заступник міського голови Черкас. Був членом партії «Батьківщина», кримінальний авторитет на прізвисько «Гурентій».

## Життєпис
Народився у сім'ї службовців, в юнацтві займався боксом. 1989 року закінчив Черкаський технікум торгівлі. Закінчив Міжрегіональну академію управління персоналом, Національну Академію державного управління при Президентові України.
До 1991 року працював технологом приготування їжі туристичної бази «Придніпровська». Згодом займався приватною підприємницькою діяльністю у Черкасах, а з 1995 по 1997 рік працював начальником служби безпеки акціонерного банку «Левада». Паралельно з офіційною трудовою діяльністю активно просувався у ієрархії злочинного угрупування Валерія Дирди, більш відомого як «Торпеда», досягнувши рівня «бригадира».
З 1997 — голова наглядової ради ЗАТ «Боровицьке», що займалося виловом риби у Дніпрі та підготовкою її до продажу. Це підприємство стало базовим у бізнес-імперії Гури. Згодом виробництво розширилось до меж обласного центру, де бізнесмен заснував переробний завод та розбудовував мережу фірмових крамниць. Окрім того, Гурі приписують спільний бізнес з політиком Араїком Мкртчаном, разом з яким він нібито є співзасновниками приватної школи «Перлина» та сільгосппідприємства у Чигиринському районі.

### Політика
2006 — обраний депутатом обласної ради від Соціалістичної партії, наступного року став заступником мера з питань діяльності виконавчих органів та членом виконавчого комітету.
2007 балотувався до Верховної ради VI скликання від СПУ, до Ради не пройшов.
У серпні 2008 року в Черкасах на вулиці Сєдова було вбито директора ринку Юрія Нечипоренка. Деякі ЗМІ пов'язали це вбивство з Гурою.
У квітні 2009 року Гура вступив до Партії регіонів, за місяць його було обрано головою Чигиринського районного осередку партії.
2011—2013 — очолював КП «Центральний стадіон».
2015 року балотувався на до облради Черкас.

## Вбивство дружини
2003 року Гура вбив свою другу дружину. Він подзвонив Миколі Гончару з проханням відвезти її до нічного клубу, але коли та йшла до виходу, вистрелив їй у потилицю. Разом з Гончаром вони закопали тіло поблизу села Леськи. Спочатку забувши мобільний телефон в кишені жертви, наступного дня повернулись, щоб його забрати. На цей час у пари був десятилітній син. Про вбивство не було відомо до вбивства самого Гури. Затриманий за його вбивство Гончар дав свідчення проти нього, показавши місце, де було закопано тіло. Сергій свого часу заявив, що дружина поїхала з міста і зникла.

## Вбивство
24 травня 2018 — до офісу Гури увірвався його колишній охоронець, а згодом молодший партнер по бізнесу, Микола Гончар та, погрожуючи гранатою, зачинився з депутатом у кабінеті. Чоловік збирався підірвати офіс, а після двічі вистрілив у Гуру. Кулі влучили у голову та грудну клітину депутата. Охоронець намагався відстрілювати від нападника з травматичної зброї, внаслідок чого той отримав кілька поранень та потрапив до лікарні.

## Криманільні провадження
Гура — криманальний авторитет на прізвисько «Гурентій». За даними Геннадія Москаля, через Сергія проходили основні фінансові потоки Черкаської області станом на 2012 рік. Раніше він був на обліку в правоохоронних органах, як співорганізатор злочинного угруповання.
2017 року Національне агентство з питань запобігання корупції виявило в декларації Гури за 2015 рік правопорушення, відкривши щодо нього кримінальне провадження. Серед іншого, він не задекларував майно на Кіпрі.

## Сім'я
- Дружина — Гура Вікторія Анатоліївна
- Діти — Сергій, Катерина, Олександра.

## Нагороди
- Грамота Верховна Ради «За заслуги перед Українським народом» [4]